# Kristina Apgar
 (juin 2016).
Si vous disposez d'ouvrages ou d'articles de référence ou si vous connaissez des sites web de qualité traitant du thème abordé ici, merci de compléter l'article en donnant les références utiles à sa vérifiabilité et en les liant à la section « Notes et références ».
Kristina Louise Apgar (née le 10 juin 1985 à Morristown) est une actrice et mannequin américaine. Elle est surtout connue pour avoir incarné Lily Smith dans la série télévisée Privileged.

## Biographie
Kristina est née à Morristown mais elle a été élevée à Madison dans le New Jersey avec ses parents Marc et Ruth Apgar ainsi que sa sœur cadette, Samantha. Elle est d'ascendance norvégienne. Elle a commencé à danser à un très jeune âge avec le New Jersey Ballet Company.

### Carrière
Kristina Apgar commence sa carrière en devenant mannequin pour Wilhelmina Models, fondé par Wilhelmina Cooper.
Sa première apparition à la télévision est dans le soap opéra As the World Turns. Dès lors, elle a un rôle récurrent dans Rescue Me : Les Héros du 11 septembre puis elle est apparue dans New York, section criminelle. Dès son arrivée à Los Angeles, Kristina a un rôle récurrent dans Terminator : Les Chroniques de Sarah Connor. Elle rejoint par la suite le casting de Privileged en incarnant Lily Smith, la sœur de Megan Smith.
En 2011, Kristina a un rôle récurrent dans Detroit 1-8-7 sur ABC Family en incarnant Riley Sullivan. Elle apparait également dans Les Experts : Miami en incarnant les deux personnages Monica Dow/Alexis Taymor. En automne 2011, Kristina joue dans Philadelphia et elle fait également partie du casting de 90210 dans le rôle de Jane, la nouvelle petite amie de Liam Court dans la saison 4.

## Filmographie

### Actrice

#### Courts métrages
- 2007 : Barry's Last Chance

#### Séries télévisées
- 2004 : As the World Turns : Megan
- 2004 : Rescue me, les héros du 11 septembre : Nicole
- 2005 : New York, section criminelle : Regan
- 2008 : Terminator : Les Chroniques de Sarah Connor : Cheri Westin
- 2008-2009 : Privileged : Lily Smith
- 2011 : 90210 Beverly Hills - Nouvelle génération : Jane
- 2011 : Detroit 1-8-7 : Riley Sullivan
- 2011 : Les experts: Miami : Monica Dow / Alexis Taymor
- 2011 : Philadelphia : Stephanie
- 2012 : Mentalist : Lindy Hayes

### Cascadeuse
- 2011 : Detroit 1-8-7 (série télévisée), épisode Stone Cold (non créditée)